# سيف المري
سيف بن محمد بن سعيد المري من الإمارات العربية المتحدة مواليد دبي عام 1962، شاعر وقاص وكاتب وإعلامي. تلقى تعليمه في الإمارات بدءا من المرحلة الابتدائية وانتهاء بالجامعة حيث حصل على شهادة البكالوريوس في التربية وعلم النفس عام 1984، وعلى دبلوم عال في شؤون الخليج، وتلقى عدة دورات تدريبية في الإعلام في الولايات المتحدة الأمريكية.
بعدها عمل منذ تخرجه عام 1986 مديراً لتحرير صحيفة البيان الإماراتية، ثم مديراً عاماً ورئيساً لتحرير دار الصدى للصحافة والنشر والتوزيع التي تأسست في دبي عام 1998، والتي تُصدر العديد من الدوريات العربية المتميزة مجلة دبي الثقافية مجلة جواهر، مجلة الصدى، مجلة بنت الخليج، مجلة شباب 20، مجلة شهرزاد، إضافة إلى العديد من الإصدارات الأخرى المختلفة. و يعتبر الشاعر سيف المري من المؤسسين لندوة الثقافة والعلوم، عمل في فترة تأسيسها أميناً عاماً مساعداً لها.

## نشاطاته
شارك في العديد من الأنشطة الأهلية، والأمسيات والندوات الشعرية والأدبية على اختلاف أنواعها، و ساهم في المشهدين الثقافي والإعلامي على مستوى دولة الإمارات والعالم العربي.[بحاجة لمصدر]

## الأعمال الشعرية
1. الأغاريد: طبعة أولى عام 2001
2. العناقيد: طبعة أولى 2003

## الأعمال القصصية
1. رماد مشتعل: طبعة أولى عام 2006
2. بيت العنكبوت: طبعة أولى 2010

## المقالات
تهتم مقالاته بالإنسان والطبيعة والحياة والكلمة، وتتسم بالإشارية والمجازية والشعرية المتداخلة مع الرمز وعلم النفس والموروث الإنساني، تتاغم مع المحلية الإماراتية والعربية والإنسانية. وتعتبر مقالاته افتتاحيات لأغلب المجلات الصادرة عن دار الصدى للصحافة والنشر والتوزيع، ومن الممكن الاطلاع على نموذج منها من خلال افتتاحية أجراس في مجلة دبي الثقافية.

## وصلات خارجية
1. سيف المري يوتيوب
2. جمعية الصحافيين تكرّم «دار الصدى» وسيف المري
3. من هو سيف المري على المدونة http://ghaliadubai.blogspot.ae/p/saif-almarri.html
4. مترجم إلى الإيطالية  http://www.margutte.com/?p=6380
5. مترجم إلى الإنكليزية http://www.margutte.com/?p=6380&lang=en